# Frasi
Frasi (en grec antic: Φράσιος) va ser, segons la mitologia grega, un endeví nascut a Xipre.
Va arribar a Egipte durant un període de fam i, consultat pel rei del país Busiris, li va dir que s'acabaria la gana i començaria la pluja si cada any sacrificava un estranger. Busiris va seguir el consell i va iniciar el ritual sacrificant Frasi.